# Arquidiocese de Bombaim
A Arquidiocese de Bombaim (Archidiœcesis Bombayensis, em latim) é uma arquidiocese da Igreja Católica sediada em Bombaim, na Índia. Possui quatro dioceses sufragâneas: Kalyan, Nashik, Poona e Vasai (Baçaím).
O arcebispo atual da arquidocese é 	John Rodrigues, que foi nomeado pelo Papa Francisco em 25 de janeiro de 2025.
A sé da arquidiocese é a Catedral do Sagrado Nome, localizada em Colaba, um bairro de Bombaim.

## Território
A arquidiocese compreende a cidade de Bombaim. Seu território está subdividido em 123 paróquias.

## Prelados
|                     | Nome                                                      | Período    | Notas                                                  |
| Arcebispos          | Arcebispos                                                | Arcebispos | Arcebispos                                             |
| ------------------- | --------------------------------------------------------- | ---------- | ------------------------------------------------------ |
| 10º                 | John Rodrigues                                            | 2025-      | Atual                                                  |
| 9º                  | Oswald Cardeal Gracias                                    | 2006-2025  | Arcebispo emérito                                      |
| 8º                  | Ivan Cardeal Dias                                         | 1996-2006  | Prefeito da Congregação para a Evangelização dos Povos |
| 7º                  | Simon Cardeal Ignatius Pimenta                            | 1978-1996  |                                                        |
| 6º                  | Valerian Cardeal Gracias                                  | 1950-1978  |                                                        |
| 5º                  | Thomas d'Esterre Roberts, S.J.                            | 1937-1950  |                                                        |
| 4º                  | Gioacchino Lima, S.J.                                     | 1928-1936  |                                                        |
| 3º                  | Alban Goodier, S.J.                                       | 1919-1926  |                                                        |
| 2º                  | Ermanno Jürgens, S.J.                                     | 1907-1916  |                                                        |
| 1º                  | George Porter, S.J.                                       | 1886-1889  |                                                        |
| Arcebispo coadjutor |                                                           |            |                                                        |
|                     | John Rodrigues                                            | 2024-2025  |                                                        |
| Bispos auxiliares   |                                                           |            |                                                        |
|                     | Barthol Barretto                                          | 2016-2023  |                                                        |
|                     | Allwyn D’Silva                                            | 2016-2023  |                                                        |
|                     | Dominic Savio Fernandes                                   | 2013-      | Atual                                                  |
|                     | John Rodrigues                                            | 2013-2023  | Nomeado Bispo de Poona                                 |
|                     | Percival Joseph Fernandez                                 | 2001-2011  |                                                        |
|                     | Agnelo Rufino Gracias                                     | 2001-2014  |                                                        |
|                     | Oswald Gracias                                            | 1997-2000  | Nomeado Arcebispo de Agra                              |
|                     | Thomas Dabre                                              | 1990-1998  | Nomeado Bispo de Poona                                 |
|                     | Bosco Penha                                               | 1987-2012  |                                                        |
|                     | Ferdinand Joseph Fonseca                                  | 1980-2000  |                                                        |
|                     | Simon Ignatius Pimenta                                    | 1971-1976  | Elevado a Arcebispo                                    |
|                     | Winnibald Joseph Menezes                                  | 1967-1976  |                                                        |
|                     | William Zephyrine Gomes                                   | 1961-1967  | Nomeado Bispo de Poona                                 |
|                     | Longinus Gabriel Pereira                                  | 1955-1986  |                                                        |
|                     | Valerian Gracias                                          | 1946-1950  | Elevado a Arcebispo                                    |
| Bispos              |                                                           |            |                                                        |
| 17º                 | Johann Gabriel Léon Louis Meurin ,S.J.                    | 1867-1886  |                                                        |
| 16º                 | Waltar Bisscop Steins, S.J.                               | 1861-1867  | Nomeado Bispo de Calcutá                               |
| 15º                 | Anastasius Hartmann, O.F.M.Cap.                           | 1849-1858  |                                                        |
| 14º                 | John Francis (William Joseph) Whelan, O.C.D. †            | 1848-1850  |                                                        |
| 13º                 | Luigi Maria (Ferdinando) Fortini, O.C.D. †                | 1840-1848  |                                                        |
| 12º                 | Antonio Ramazzini, O.C.D. †                               | 1794-1840  |                                                        |
| 11º                 | Victorius (Franciscus Xaverius) Schweizer, O.C.D. †       | 1787-1793  |                                                        |
| 10º                 | Angelin (Joseph Jakob) Geiselmayer, O.C.D. †              | 1785-1786  |                                                        |
| 9º                  | Giorgio Antonio Vareschi, O.C.D. †                        | 1773-1785  |                                                        |
| 8º                  | Joannes Dominicus (Michael Antonius) Chiavassa, O.C.D. †  | 1756-1772  |                                                        |
| 7º                  | Joannes Antonius Stratman, O.C.D. †                       | 1746-1753  |                                                        |
| 6º                  | Pedro Alcántara de la Santísima Trinidad, O.C.D. †        | 1728-1744  |                                                        |
| 5º                  | Antonio Baistrocchi, O.Carm. †                            | 1708-1726  |                                                        |
| 4º                  | Giovanni Maria (Pietro a Alcantara) de Leonardi, O.C.D. † | 1704-1707  |                                                        |
| 3º                  | Fernand Palma d’Artois, O.C.D. †                          | 1696-1701  |                                                        |
| 2º                  | Custódio do Pinho †                                       | 1669-1696  |                                                        |
| 1º                  | Mateus de Castro Malo, C.O. †                             | 1637-1669  |                                                        |
| Bispo coadjutor     |                                                           |            |                                                        |
|                     | Ignazio Persico, O.F.M.Cap.                               | 1854-1856  | Nomeado Bispo de Kangding                              |
|                     | John Francis (William Joseph) Whelan, O.C.D.              | 1842-1848  |                                                        |
|                     | Luigi Maria (Ferdinando) Fortini, O.C.D.                  | 1837-1840  |                                                        |
|                     | Maurelio Stabellini, O.C.D.                               | 1815-1827  | Nomeado Bispo de Verapoly                              |